# Manuel Pareja-Obregón García
Manuel Pareja-Obregón García (Sevilla, 4 de mayo de 1933-ibídem, 24 de julio de 1995) fue un músico y compositor español. Entre sus composiciones destacan las sevillanas y los fandangos de Huelva, habiendo participado en la introducción de la música popular andaluza en la cultura de masas, siendo introductor de arreglos orquestales donde antes sólo sonaban la guitarra y los palillos. Además de músico fue escultor.
Fue hijo de Joaquín Pareja-Obregón Sartorius, hijo del VII conde de la Camorra, y de María del Pilar García Agniel de Fonfrede, hija del torero Manuel García Cuesta "El Espartero" y de la ganadera Celsa Agniel de Fonfrede y Blázquez-Dávila, fundadora de la ganadería brava de “Concha y Sierra”. Asimismo fue padre del cantautor Arturo Pareja-Obregón de los Reyes y del pianista Joaquín Pareja-Obregón de los Reyes. Fue hermano del escritor, compositor, pregonero y matador de toros Juan de Dios Pareja-Obregón (1927-2012), y de Celso Pareja-Obregón García (1930-1994), campeón de Tiro de Pichón de España  y del mundo, junto al conde de Teba; así como tío del torero Martín Pareja-Obregón. Su estilo de vida no siempre fue aceptado por el círculo social conservador al que pertenecía su familia en Sevilla.

## Trayectoria artística
Fue autor de unas 3000 obras. Durante un tiempo colaboró con Rafael de León y Manuel Quiroga y compuso canciones para un numeroso grupo de famosos artistas de los escenarios españoles, entre los cuales interpretaron sus canciones Enrique Montoya, Sergio y Estíbaliz, Paloma San Basilio, Lolita Flores, Rocío Jurado, Marisol, los Amigos de Gines, Cantores de Híspalis o Chiquetete.
Entre sus obras más conocidas están las Sevillanas de la Reina, Se amaron dos caballos, que tuvo éxito en la voz de Los hermanos Reyes, La historia de una amapola, entre otras. Asimismo escribió las Sevillanas de Triana dedicadas a la hermandad del Rocío de Triana, a la que pertenecía. Compuso, junto a Ángel Peralta, las Sevillanas interpretadas por Marisol en la película Cabriola, rodada en 1965 por Mel Ferrer.
Para la  Romería de El Rocío  compuso la "Salve rociera", también conocida como "Salve a la Virgen del Rocío" o "Salve del olé", con letra de Rafael de León y Manuel Clavero, que ha alcanzado gran popularidad. En El Rompido (Huelva). En 1987 fundó la escuela de tamborileros en la aldea del Rocío cuyo grupo final, los tamborileros de la Virgen del Rocío, han sido conocidos después como los Tamborileros de la Pontificia, Real e Ilustre Hermandad Matriz de Nuestra Señora del Rocío de Almonte.
Una de sus últimas apariciones públicas fue en la película Sevillanas de Carlos Saura en 1992.
Murió en Sevilla a los 62 años a causa de una leucemia que le había tenido los dos últimos meses de su vida ingresado en el Hospital Virgen del Rocío. Fue incinerado en el Cementerio de San Fernando de Sevilla y sus cenizas esparcidas en la aldea de El Rocío.
En 1996 se editó el disco homenaje "Tributo a Manuel Pareja Obregón" (BMG-Ariola) en el que participaron entre otros Rocío Jurado, Los Marismeños, Cantores de Híspalis, Jarcha, Los del Río, Romero San Juan, entre otros.

## Discografía[10]
- Sevillanas antológicas (1985)
- Fandangos de Cámara (1986)
- A su manera (1990)
- Sevillanas antológicas Vol. II (1993)
- Antología - 22 grandes canciones (1995) - Compilación
- Desde el balcón de los cielos (1997)